# الوصايا العشر (فلم)
الوصايا العشرة  The Ten Commandments
هو فيلم صامت يحكي قصة حياة موسى النبي وخروج شعب إسرائيل من مصر تم
إنتاجه عام 1923 وكان من إخراج سيسيل بي. ديميل وبطولة ثيودور روبرتس في دور موسى النبي.

## الوصايا العشر (فيلم 1956)

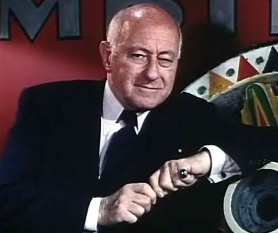
سيسيل بي. ديميل مخرج العمل الأول والثاني

تم إعادة إنتاج الفيلم مرة أخرى عام 1956 بالألوان أخرجه أيضاً ديميل وكان من بطولة شارلتون هيستون وكان مقتبس عن رواية Pillar of Fire للكاتب جي. إتش.إنغرهام ورواية On Eagle's Wing ، مدة الفيلم حوالي 4 ساعات، العديد من النصوص في الفيلم والحوار مأخوذة من سفر الخروج في الكتاب المقدس وذلك مع وجود بعض الاختلافات كإضافة شخصيات أو أحداث وحوارات.
وتم تصوير الفيلم في مصر في الأقصر وأبو رواش وأبو رودس وبني سويف، كما تم تصويره في مدينة غوادالبي في كاليفورنيا.

## روابط خارجية
- الوصايا العشر على موقع IMDb (الإنجليزية)
- الوصايا العشر على موقع روتن توميتوز (الإنجليزية)
- الوصايا العشر على موقع نتفليكس (الإنجليزية)
- الوصايا العشر على موقع ألو سيني (الفرنسية)
- الوصايا العشر على موقع أول موفي (الإنجليزية)
- الوصايا العشر على موقع فيلمافينيتي (الإسبانية)
- الوصايا العشر على موقع قاعدة بيانات الفيلم (الإنجليزية)
- الوصايا العشر على موقع ليتربوكسد (الإنجليزية)
- الوصايا العشر على موقع كينوبويسك (الروسية)